# Golden (Kolorado)
Golden – miasto w Stanach Zjednoczonych, w stanie Kolorado, ośrodek administracyjny hrabstwa Jefferson, położone na zachodnim skraju aglomeracji Denver, nad rzeką Clear Creek, u podnóża góry Lookout Mountain (Góry Skaliste).

## Demografia
W 2010 roku liczyło 18 867 mieszkańców. W roku 2023 liczba mieszkańców wzrosła do 20 242 osób, a gęstość zaludnienia powyżej 868 osób/km².

## Historia
Miasto powstało w 1859 roku jako osada górnicza, nazwana na cześć górnika Toma Goldena. Pierwotną nazwą miejscowości było Golden City. W latach 1862–1867 miejscowość była stolicą Terytorium Kolorado. Golden było wówczas jednym z głównych ośrodków osadnictwa w regionie, wielkością dorównującym Denver, które wkrótce jednak znacznie je przerosło. Status miasta Golden uzyskało w 1871 (town) i 1879 roku (city).

## Współczesność
Mieszczą się tutaj uczelnia Colorado School of Mines oraz siedziba przedsiębiorstwa piwowarskiego Coors Brewing Company.